# Olešnice (Moravia meridionale)
Olešnice è una città ceca situata nel distretto di Blansko, in Moravia Meridionale.